# 瑪麗亞·特蕾莎 (布拉干薩)
布拉干薩的瑪麗亞·特蕾莎（葡萄牙語：Maria Teresa de Bragança，1855年8月24日—1944年2月12日）是奥地利帝国大公夫人和葡萄牙王国公主。她的丈夫是奧地利皇帝弗朗茨·约瑟夫一世的弟弟卡爾·路德維希大公。
1873年，瑪麗亞·特麗莎和喪妻的卡爾·路德維希结婚并成为他第三任妻子。她婚后育有两个女兒。她的继子包括奥匈帝国皇太子弗朗茨·斐迪南大公。